# Marcus Mumford
Marcus Oliver Johnston Mumford (Anaheim, 31 gennaio 1987) è un cantante, musicista e produttore discografico britannico con cittadinanza statunitense noto per essere il leader del gruppo Mumford & Sons. Suona diversi strumenti tra cui la chitarra, la batteria e il mandolino.
Nel 2012 la rivista Forbes lo inserisce nella classifica dei migliori artisti sotto i 30 anni. Sposato con l'attrice britannica Carey Mulligan, vince un Grammy Award nel 2013, con la sua band Mumford & Sons, per il Miglior Album dell'anno (Babel, 2012).

## Biografia

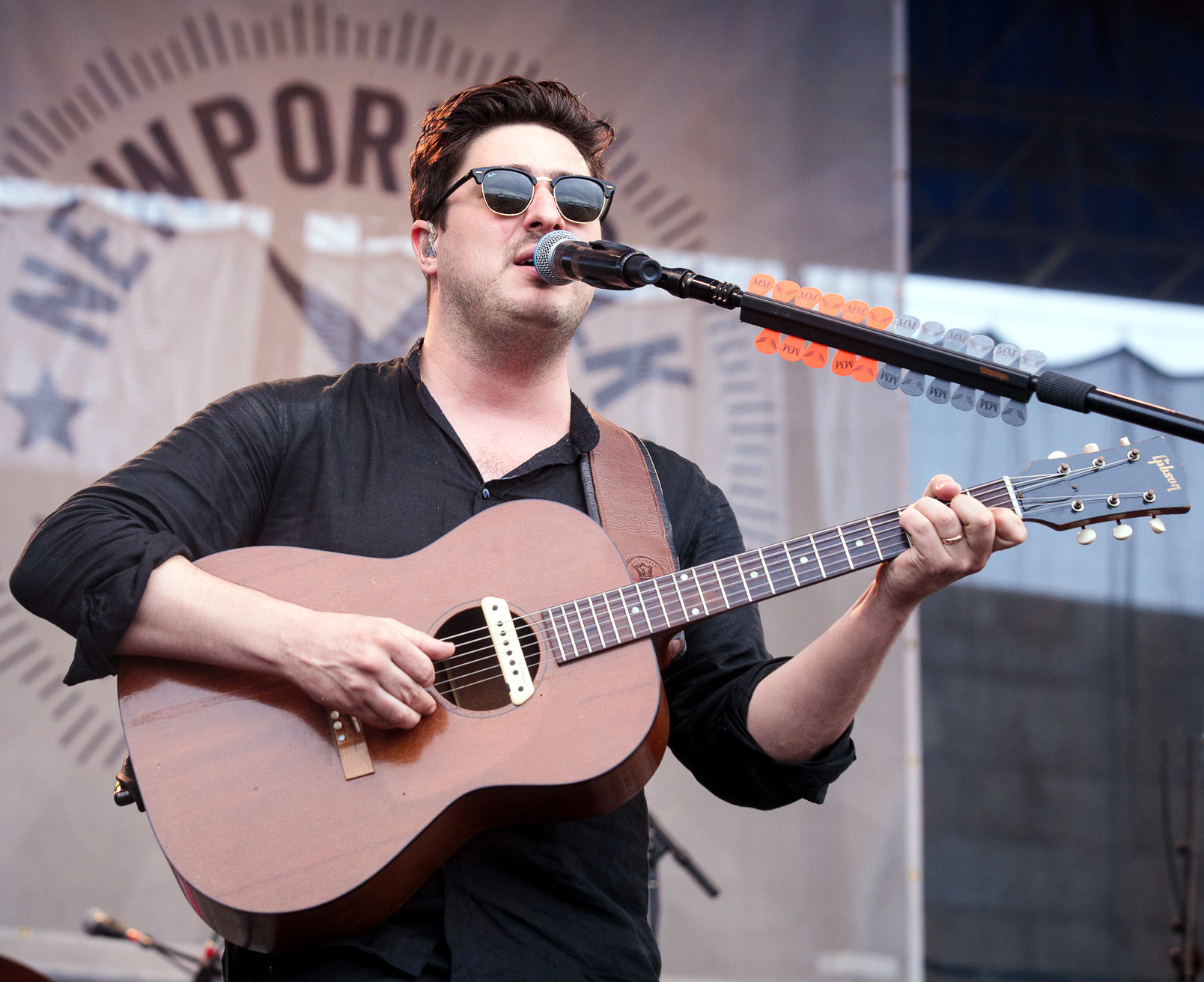
Marcus Mumford suona al Newport Folk Festival, il 28 luglio 2018.

Mumford nasce in California da genitori inglesi. La sua famiglia torna in Inghilterra quando Marcus ha solo sei mesi e cresce a Wimbledon Chase. Frequenta il King's College School dove incontra Ben Lovett, futuro membro della sua band. Successivamente torna a Londra per concentrarsi sulla sua carriera musicale dopo i primi anni di studi e parte per Edimburgo, dove scrive la maggior parte della canzoni del primo album, Sigh No More, del suo futuro gruppo musicale, i Mumford & Sons. Il gruppo si forma nel dicembre del 2007 ed è composto da Marcus Mumford, Winston Marshall, Ben Lovett e Ted Dwane. Il gruppo ha all'attivo cinque album, Sigh No More, uscito nel 2009, Babel, uscito nel 2012, Wilder Mind, uscito nel 2015, Delta uscito nel 2018 e Rushmere uscito nel 2025.

### Carriera musicale
Iniziò la sua carriera musicale suonando la batteria nei tour di Laura Marling, insieme a quelli che poi saranno i membri dei Mumford & Sons. Grazie ai tour con Marling poté fare molta esperienza, esibendosi con alcuni dei suoi primi lavori.
Marcus è stato inserito nella lista delle 30 migliori star della musica sotto i 30 anni dalla rivista Forbes (30 Under 30) nel dicembre 2012, per i suoi successi con Mumford & Sons. Forbes ha commentato la lista che includeva anche altri come Adele e Rihanna: "In sintesi rappresentano il meglio imprenditoriale, creativo e intellettuale della loro generazione: individualmente, sono coinvolgenti, sorprendenti e incredibilmente laboriosi". Mumford ha cantato una cover di Dink's Song con Oscar Isaac per il film dei fratelli Coen del 2013 A proposito di Davis. Sebbene Mumford non appare nel film, è la voce del partner musicale del protagonista, Mike, che si suicida prima dell'inizio del film.
Mumford è presente nell'album collaborativo Lost on the River 2014: The New Basement Tapes, con altri artisti tra cui Elvis Costello, Rhiannon Giddens, Taylor Goldsmith, Jim James, Jay Bellerose e T Bone Burnett. Mumford collabora nella scrittura dei brani Kansas City, When I get my hands on you, The Whistle Is Blowing, Stranger e Lost on the river # 20. Al progetto ha collaborato anche Johnny Depp. Il 4 giugno 2017 con il pezzo Timshel ha aperto il concerto One Love Manchester organizzato dalla cantante statunitense Ariana Grande, iniziativa benefica per le famiglie delle vittime dell'attentato di Manchester del 22 maggio 2017.

#### L'album da solista:(Self-Titled)
Il 12 luglio 2022, Mumford annunciò che il suo album di debutto da solista (Self-Titled) sarebbe stato pubblicato a settembre dello stesso anno. Prodotto da Blake Mills, presenta gli ospiti Brandi Carlile, Phoebe Bridgers, Clairo e Monika Martin e include "Cannibal", una canzone introspettiva che Mumford ha scritto nel gennaio 2021, su episodi personali vissuti da ragazzo. Steven Spielberg ha diretto e girato personalmente il video musicale della canzone, il 3 luglio, nella palestra di una scuola superiore di New York.

### Vita privata
Il 21 aprile 2012 Mumford ha sposato l'attrice britannica Carey Mulligan, dalla quale ha avuto una figlia, Evelyn, nel settembre 2015, e un figlio nel 2017, di nome Wilfred.
All'uscita del singolo "Cannibal", Marcus rivelò che la canzone tratta di abusi sessuali subiti all'età di 6 anni, di cui non aveva mai parlato prima, praticando sedute di psicoterapia.

## Produttore
Nel 2014 Mumford ha prodotto Hold Fast di Christian Letts (Edward Sharpe and the Magnetic Zeros), pubblicato a febbraio 2015. Mumford ha collaborato nella scrittura di 4 brani del disco - "Copper Bells", "La Mer", "Emeralds" e "Matches". Mumford ha prodotto l'album Gamble for a Rose di King Charles, pubblicato a gennaio 2016. Il 3 luglio 2022, Steven Spielberg girò il video musicale per la canzone Cannibal di Marcus Mumford con il cellulare in un palazzetto dello sport di New York.

## Discografia

### Album
- 2022 - (Self-Titled)

### Singoli
| Anno | Titolo                       | Album                | Note                                                             |
| ---- | ---------------------------- | -------------------- | ---------------------------------------------------------------- |
| 2007 | You ain't no sailor          | Inedito              |                                                                  |
| 2007 | Wretched Man                 | Inedito              |                                                                  |
| 2013 | The Auld Triangle            | A proposito di Davis | con Chris Thile, Chris Eldridge, Justin Timberlake, Gabe Witcher |
| 2013 | Fare Thee Well (Dink's Song) | A proposito di Davis | con Oscar Isaac                                                  |
| 2020 | You'll Never Walk Alone      |                      |                                                                  |
| 2020 | Lay Your Head on Me          |                      | Marcus Mumford ft. Major Lazer                                   |
| 2022 | Cannibal                     | (Self-Titled)        |                                                                  |
| 2022 | Grace                        | (Self-Titled)        |                                                                  |

### Colonne sonore
- Ted Lasso (serie tv) (2020)

## Premi e riconoscimenti

### Solista
| Anno | Premio      | Categoria                              | Candidatura | Risultato   |
| ---- | ----------- | -------------------------------------- | ----------- | ----------- |
| 2021 | Premio Emmy | Miglior sigla originale (con Tom Hove) | Ted Lasso   | Candidato/a |